# Sedum bellum
Sedum bellum är en fetbladsväxtart som beskrevs av Joseph Nelson Rose och Praeger. Sedum bellum ingår i Fetknoppssläktet som ingår i familjen fetbladsväxter. Inga underarter finns listade i Catalogue of Life.